# 愛媛県立土居高等学校
愛媛県立土居高等学校（えひめけんりつどいこうとうがっこう）は、愛媛県四国中央市にある高等学校である。

## 学科
- 普通科
  - I型【アグリカルチャーコース(農業コース)、ビジネスコース(商業コース)、スポーツ&カルチャーコース(体育会系or保育系)】
  - II型

## 校訓
1.自学 自ら進んで積極的に学ぼうとする強い意欲と態度を育てる。
2.健康 豊かな情操を持ち心身ともに明朗健全な人間を育てる。
3.礼節 人間関係を尊重し自他を愛する社会人としての資質を育てる。

## 沿革
- 1901年5月2日 - 愛媛県宇摩郡三島町に宇摩郡立農業学校設立。
- 1906年3月31日 - 宇摩郡立農林学校と改称。
- 1922年4月4日 - 宇摩郡小富士村に移転。
- 1923年3月31日 - 県立移管、愛媛県立宇摩実業学校と改称。
- 1929年4月1日 - 女子部併設。
- 1944年4月1日 - 愛媛県立宇摩農業学校と改称。
- 1948年4月1日 - 学制改革に伴い愛媛県立宇摩農業高等学校と改称。
- 1948年7月20日 - 定時制設置。
- 1949年9月1日 - 高校再編により愛媛県立小富士高等学校となる。普通科・農業科設置。
- 1955年4月1日 - 愛媛県立土居高等学校と改称。
- 1963年4月1日 - 農業科募集停止。
- 1965年4月1日 - 定時制募集停止。

## 出身者
- 鈴木皖武 - 元プロ野球選手
- 寺尾英子 - 南海放送アナウンサー